# Vibrio
Vibrio es un género de bacterias, incluidas en el grupo gamma de las proteobacterias.
Varias de las especies de Vibrio son patógenas, provocando enfermedades del tracto digestivo, en especial V. cholerae, el agente que provoca el cólera, V. parahaemolyticus causante de diarrea inflamatoria autolimitada y V. vulnificus, que se transmite a través de la ingesta de marisco. Además de estos, existen varias especies marinas bioluminiscentes, tanto de vida independiente como simbiótica o parasitaria.
Es normal encontrarlas en agua salada, rocas de costa húmedas y aguas estancadas, más aún a los que no son patogénicos, por lo que al lograr aislar un vibrio en una persona con una enfermedad que presente diarrea no indica una relación etiológica.
Hay algunas especies de vibrios patógenas que de manera similar al estreptococo A causan Fascitis necrosante al introducirse en una herida, muchos de estos casos terminan con septicemias y muertes, estas se encuentras en playas, rocas y maderas en contacto con agua salina semi estancada y basta una apertura en la piel para que causen cuadros de gravedad en uno de cada cuatro infectados.
Las especies de género Vibrio son invariablemente bacilos Gram negativos, de entre 2 y 3 µm de largo, de forma algo curva, dotados de un único flagelo polar que les permite una elevada movilidad. Soportan bien los medios alcalinos, así como las concentraciones salinas. No forman esporas, son oxidasa positiva, y anaerobios facultativos. Es posible encontrarlas unidas en sus orillas, por lo que forman agregados espirales o en forma de S.
El nombre Vibrio deriva de los descubrimientos del médico italiano Filippo Pacini, que en 1854 aisló microorganismos del intestino de pacientes con cólera, los que llamó «vibriones», por su motilidad.

## Identificación temprana y caracterización de la bacteriaVibrio
Las bacterias con las mismas características que las del género Vibrio se descubrieron de forma independiente varias veces, pero solo los hallazgos posteriores pudieron conectar estas bacterias con el cólera , el tétanos y otras enfermedades.

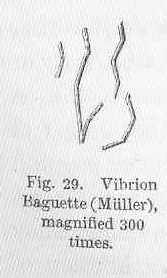
FMIB 50036 Vibrion Babuette (Muller), ampliada

Leeuwenhoek pudo haber observado la bacteria Vibrio después de su descubrimiento de los “ animálculos ” descritos en sus cartas a la Royal Society .  Describió microorganismos con las mismas apariencias y comportamientos que las bacterias pertenecientes al género Vibrio .  Las bacterias de este género fueron posteriormente descritas anónimamente como "anguilas capilares" en la edición de 1703 de Philosophical Transactions por un "Sir CH" debido a su apariencia delgada y parecida a un gusano.  Adicionalmente, el naturalista OF Müller documentó ocho especies del género Vibrio en su trabajo sobreinfusorios .

## Historia
En 1854, el anatomista italiano Filippo Pacini acuñó el término "vibriones" en un artículo que publicó durante la tercera pandemia de cólera argumentando que eran los principales agentes causantes del cólera.  Llegó a esta conclusión a partir de sus observaciones de las bacterias delgadas parecidas a gusanos presentes en la sangre y las heces de los pacientes con cólera, especialmente características de las infecciones en etapa tardía.  El Vibrio cholerae identificado por Pacini fue redescubierto por Robert Koch en 1884, quien desconocía el trabajo de Pacini; los llamó “Comma Bacillus” y recibió fama mundial a raíz de su descubrimiento.
El término "vibrion" fue utilizado posteriormente por Louis Pasteur en 1861 para nombrar una bacteria que descubrió, Vibryon butyrique , que era capaz de sobrevivir en un ambiente sin oxígeno.  Esta bacteria fue luego identificada como la misma bacteria que había sido descubierta por otros dos científicos y rebautizada como Clostridium butyricum .
En el siglo XX, "vibrion" pasó a utilizarse como un término general para los microorganismos móviles con una forma alargada similar a un gusano asociada con enfermedades patógenas como el cólera y el tétanos . También se incorporó en los nombres creados para varias bacterias por microbiólogos en ese momento, como en el nombre " Vibrion septique " de un artículo de 1922 en The Journal of Medical Research.  En una edición de la revista Modern Medicine de 1893, el término "vibrión del cólera" se usa para referirse a Vibrio cholerae . En la misma revista de 1893, se dice que el término "vibrion" está fechado, lo que destaca la brevedad del período de tiempo en el que se usó la palabra.
El término "vibrión" dejó de usarse a fines de la década de 1920 y no aparece solo en la literatura biológica posterior. Esto se debe en gran parte al desarrollo más extenso de la taxonomía bacteriana a principios del siglo XIX, que proporcionó a los bacteriólogos una forma más específica de clasificar los microorganismos. El término "vibrion" se adaptó al nombre del género procariótico Vibrio .

## Interacción entre sargazos, desechos marinos plásticos y la bacteria Vibrio
Los desechos plásticos marinos, especialmente en el Mar de los Sargazos, se han convertido en una preocupación global debido a su impacto en los hábitats marinos y en la salud pública. Investigadores han descubierto que las bacterias Vibrio, que pueden ser patógenas, se adhieren a los desechos plásticos y al sargazo, una alga flotante común en el océano. Estas bacterias agresivas pueden infectar a los humanos y causar enfermedades transmitidas por alimentos e infecciones de heridas abiertas. Los estudios genómicos y metagenómicos revelaron que los vibriones tienen la capacidad de adherirse rápidamente al plástico y que están adaptándose a este nuevo sustrato. El sargazo que se encuentra varado también alberga grandes cantidades de bacterias Vibrio. Estos hallazgos resaltan la necesidad de explorar más a fondo los riesgos asociados con la cosecha y el procesamiento del sargazo, así como de abordar la crisis de los desechos plásticos en los océanos.